# تايرون غرانت
تايرون غرانت (24 يناير 1977 ببروكلين في الولايات المتحدة - ) (بالإنجليزية: Tyrone Grant)‏ هو لاعب كرة سلة أمريكي في مركز هجوم قوي الجسم.

## وصلات خارجية
- تايرون غرانت على موقع الدوري الإسباني لكرة السلة (الإسبانية)
- تايرون غرانت على موقع كرة السلة الأوروبية.كوم (الإنجليزية)
- تايرون غرانت على موقع كلية كرة السلة في سبورتس رفرنس.كوم (الإنجليزية)
- تايرون غرانت على موقع ريلجم (الإنجليزية)
- تايرون غرانت على موقع بروبوليرز (الإنجليزية)
- تايرون غرانت على موقع سبورتس رفرنس (الإنجليزية)